# Apamea discrepans
Apamea discrepans là một loài bướm đêm trong họ Noctuidae.